# Chotčianka
Die Chotčianka ist ein 25,3 km langer Fluss im Osten der Slowakei und ein Nebenfluss der Ondava.
Der Fluss entspringt im Bergland Laborecká vrchovina, im bewaldeten Gebiet unweit der polnisch-slowakischen Grenze nördlich der Siedlung Driečna in der Gemeinde Vladiča und fließt Richtung Süden durch Driečna, Vladička und Staškovce. An der Mündung mit dem linksseitigen Poliansky potok bei Makovce wendet sich der Fluss nach Westen und erreicht nach einer mäandrierten Strecke Bukovce. Hinter Bukovce wendet sich die Chotčianka nach Südwesten und verläuft an Chotča und Krušinec vorbei. In Stropkov speist der Fluss einen linksseitigen Teich und mündet nordwestlich des Stadtzentrums als linker Nebenfluss in die Ondava.